# گریگوری یاولینسکی
گریگوری یاولینسکی (روسی: Григо́рий Алексе́евич Явли́нский؛ زادهٔ ۱۰ آوریل ۱۹۵۲) سیاستمدار، اقتصاددان، و استاد دانشگاه اهل اتحاد جماهیر شوروی سوسیالیستی است.